# Мандрівки чорного годинника
«Мандрівки чорного годинника» (англ. Tours of the Black Clock) — третій роман американського письменника Стіва Еріксона, надрукований 1989 року. Його перекладено французькою, іспанською, нідерландською та японською мовами. Розповідь стосується двох найвпливовіших постатей XX століття, оскільки Адольф Гітлер виступає як важливий герой, а також натяки на Альберта Ейнштейна та теорію відносності. Роман був названий одним з найкращих за рік за версією «Вілледж войс» і New York Times Book Review, а також включений до списку Ларрі Маккафері «Найкращих хітів 20-го століття: 100 англомовних книг художньої літератури».

## Сюжет
Роман слідує за, здавалося б, релятивістським сюжетом, де час і простір зникають як абсолюти. Перша частина стосується Марка, сина жінки на ім’я Данія. Він стає човнярем, перевозячи туристів з материка на Девенголл, маленький острівець у річці, де він виріс. Марк покидає місто тієї ночі, коли бачить, як дивний чоловік помирає біля ніг його матері, і проводить п’ятнадцять років на човні, ніколи не ступаючи в місто, допоки не зустрічає дівчину в блакитній сукні, яка ніколи не повертається з іншими туристами. Марк вирушає на острів шукати її і бачить свою матір. Їх зустріч викликає привид чоловіка, який помер п’ятнадцять років тому, і його історія захоплює роман.
Привид розповідає свою історію від першої особи. Його звали Бенінг Джейнлайт, і він починає з розповіді про своє народження. Він має здатність дивитися крізь вікна своєї спальні і бачити свій час, немов дивлячись на подих часу. Убивши брата та спаливши будинок на ранчо, де він виріс, Джейнлайт переїжджає до Нью-Йорка, де стає автором порнографічних фільмів. Ці фільми зрештою купує ексцентричний німець на ім’я Клієнт Х Йозеф Геббельс. Англія падає. Росія та Німеччина мають напружений мир. Німці вирішують, що з Джейнлайтом покінчено, і вбивають його дружину та дочку, щоб змусити його мовчати.
Джейнлайт пише романи про фантастичну версію Данії, в яку він закоханий, і ці історії привертають увагу Адольфа Гітлера, відомого як Клієнт Z. Гітлер одержимий новою героїнею, уявляючи замість Данії свою племінницю та об’єкт похоті Гелі Раубаль. Ці романи змінюють хід історії, оскільки вони змінюють уявлення Гітлера про те, як вести війну.
Тривалий період часу він проживає у в'язниці в Італії. Зрештою, він чує свої історії, які транслюють по радіо як пропаганду. Він придумує план втечі, знайшовши в тій же в’язниці Адольфа Гітлера, тепер уже немічного старця. Джейнлайт та Гітлер тікають до Америки, щоб переслідувати привид жінки, яку вони обоє кохають. Адольф помирає у Нью-Йорку. Джейнлайт потрапляє в Девенголл, де він сімнадцять років живе в готелі з Марком і Данією, намагаючись набратися сміливості і попросити пробачення. У ніч, коли Марк покидає місто, Джейнлайт знає, що його життя закінчується, і він хитається по коридору, сподіваючись встигнути попросити у Дані пробачення, але помирає, перш ніж встигає це зробити.
У місті існує звичай вішати мертвих на дереві, поки вони не вимовлять своє ім’я. Коли Данія стверджує, що знає ім’я мертвого чоловіка на дереві, її звинувачують у брехні. Невідомим чином XX століття зцілює себе, дві часові шкали, та, яку ми знаємо, і хронологія німецької перемоги Банінга, повертаються разом.
Данія помирає невдовзі після того, як її син повертається на острів. Після її смерті Марк вирушає в погоню за дівчиною в блакитній сукні і вирушає в подорож у часі, повертаючись від кінця століття до його початку.

## Зв'язок з іншими роботами
Люди в романі Стіва Еріксона, як і місця, не залишаються в романах, в яких вони написані. Тут знову з’являється місто Віндо, місце дії більшої частини першого роману Еріксона «Дні між станціями». Заборона Джейнлайта з'являється в пізніших романах Еріксона «Море прийшло опівночі» та «Наші екстатичні дні». У «Амнезіїскопі» Еріксон посилається на «Парк чорного годинника», вигаданий парк Лос-Анджелеса, де закопані капсули часу (з 2004 по 2016 рік Еріксон був редактором-засновником національного літературного журналу «Чорний годинник»).